# Mechanical moonbeams
Mechanical moonbeams is het derde studioalbum van de Belgische muziekgroep Machiavel. Machiavel kwam met een muzikaal vervolg op Jester, maar nog meer richting de progressieve rock met als basis de toetsinstrumenten. Het album is opgenomen in de Katy Studios in Brussel. Het album kwam in een periode dat de progressieve rock het moeilijk had door de invloeden van de punk. Lange stukken met lange soli en tempowisselingen waren uit de mode; juist de stijl die Machiavel hanteerde. Het album werd populair bij voornamelijk de Walen, maar hitnoteringen zaten er ook in België niet in. De single Rope dancer met een verkorte versie van After the crop was bij de Walen eveneens populair.

## Musici
- Maria Guccio – zang
- Marc Ysaÿe – drumstel, percussie, zang
- Albert Letecheur – toetsinstrumenten waaronder mellotron
- Jean Paul Deveaux – gitaar, mandoline
- Roland De Greef – basgitaar, baspedalen, akoestische gitaar

## Muziek
Alle werken zijn groepscomposities

| Nr. | Titel                   | Duur |
| --- | ----------------------- | ---- |
| 1.  | Beyond the silence      | 6:10 |
| 2.  | Summon up your strength | 5:03 |
| 3.  | Rope dancer             | 3:40 |
| 4.  | Rebirth                 | 7:10 |

| Nr. | Titel            | Duur |
| --- | ---------------- | ---- |
| 1.  | After the crop   | 7:55 |
| 2.  | Mary             | 4:10 |
| 3.  | The fifth season | 7:25 |

De cd-uitgave op Spalax bevatte twee bonustracks: Wind of life (6:12, dat alleen op de verzamelelpee Sprouts was uitgebracht) en I’m not a loser (5:42, een demo)